# Mistrzostwa Świata w Kolarstwie Szosowym 1949
22. Mistrzostwa świata w kolarstwie szosowym – zawody kolarskie, które odbyły się w dniach 20–21 sierpnia 1949 w stolicy Danii – Kopenhadze. Były to czwarte zorganizowane w tym kraju mistrzostwa świata (poprzednio w: 1921, 1931 i 1937). Nikomu nie udało się obronić tytułu mistrza świata.
Polacy nie zdobyli żadnego medalu, a najlepszym osiągnięciem było zajęcie 9. miejsca ex aequo przez Bolesława Czaplę i Antona Frankowskiego w wyścigu ze startu wspólnego amatorów.

## Kalendarium zawodów
| Kalendarz MŚ w Kolarstwie Szosowym 1949 |       |       |
| Konkurencja (dystans)                   | Data  | Data  |
| Konkurencja (dystans)                   | 20.08 | 21.08 |
| Mężczyźni                               |       |       |
| Elita                                   |       |       |
| Wyścig ze startu wspólnego (290 km)     |       |       |
| Amatorzy                                |       |       |
| Wyścig ze startu wspólnego (193 km)     |       |       |

## Reprezentacja Polski
Do mistrzostw świata Polski Związek Kolarski zgłosił 2 zawodników w konkurencji wyścigu ze startu wspólnego amatorów. 
| Reprezentacja Polski na MŚ w Kolarstwie Szosowym 1949 |                  |                        |
| Lp.                                                   | Zawodnik         | Konkurencja            |
| Mężczyźni                                             |                  |                        |
| 1.                                                    | Bolesław Czapla  | start wspólny amatorów |
| 2.                                                    | Anton Frankowski | start wspólny amatorów |

## Medaliści
| Konkurencja dystans – (data)                      | Złoto:              | Czas (prędkość)       | Srebro:      | Czas   | Brąz:        | Czas   |
| Mężczyźni                                         |                     |                       |              |        |              |        |
| Elita                                             |                     |                       |              |        |              |        |
| Wyścig ze startu wspólnego 290 km – (21 sierpnia) | Rik Van Steenbergen | 7:34:44 (38,264 km/h) | Ferdi Kübler | + 0:00 | Fausto Coppi | + 0:00 |
| Amatorzy                                          |                     |                       |              |        |              |        |
| Wyścig ze startu wspólnego 193 km – (20 sierpnia) | Henk Faanhof        | 4:53:42 (39,427 km/h) | Henri Kass   | + 0:00 | Hub Vinken   | + 0:22 |

## Szczegóły
| Miejsce | Zawodnik             | Narodowość | Czas    |
| złoto   | Rik Van Steenbergen  | Belgia     | 7:34:44 |
| srebro  | Ferdi Kübler         | Szwajcaria | + 0:00  |
| brąz    | Fausto Coppi         | Włochy     | + 0:00  |
| 4       | Briek Schotte        | Belgia     | + 3:02  |
| 5       | Gerrit Schulte       | Holandia   | + 3:25  |
| 6       | Ernst Stettler       | Szwajcaria | + 3:28  |
| 7       | Jean Diederich       | Luksemburg | + 3:31  |
| 8       | Camille Danguillaume | Francja    | + 4:18  |
| 9       | Fiorenzo Magni       | Włochy     | + 4:18  |
| 10      | Maurice Diot         | Francja    | + 4:18  |

| Miejsce | Zawodnik         | Narodowość     | Czas    |
| złoto   | Henk Faanhof     | Holandia       | 4:53:42 |
| srebro  | Henri Kass       | Luksemburg     | + 0:00  |
| brąz    | Hub Vinken       | Holandia       | + 0:22  |
| 4       | Serge Blusson    | Francja        | + 0:22  |
| 5       | Robert Varnajo   | Francja        | + 0:22  |
| 6       | Walter Bucher    | Szwajcaria     | + 0:22  |
| 7       | Hans Born        | Szwajcaria     | + 0:22  |
| 8       | Jan Veselý       | Czechosłowacja | + 0:22  |
| 9       | Bolesław Czapla  | Polska         | + 0:22  |
| 9       | Anton Frankowski | Polska         | + 0:22  |

## Tabela medalowa
| Tabela medalowa |               |       |        |      |       |
| Miejsce         | Reprezentacja | Złoto | Srebro | Brąz | Razem |
| 1               | Holandia      | 1     | 0      | 1    | 2     |
| 2               | Belgia        | 1     | 0      | 0    | 1     |
| 3               | Luksemburg    | 0     | 1      | 0    | 1     |
| 3               | Szwajcaria    | 0     | 1      | 0    | 1     |
| 5               | Włochy        | 0     | 0      | 1    | 1     |